# Phyto pauciseta
Phyto pauciseta är en tvåvingeart som beskrevs av Herting 1961. Phyto pauciseta ingår i släktet Phyto och familjen gråsuggeflugor.
Artens utbredningsområde är Israel. Inga underarter finns listade i Catalogue of Life.